# Марк З. Данилевський
Марк З. Данилевський (англ. Mark Z. Danielewski; 5 березня 1965, Нью-Йорк) — американський письменник. Найвідоміший твір Данилевського — роман «Будинок листя» (House of Leaves) (2000). Письменник експериментує з формами оповіді, використовує складні багатошарові форми викладу, застосовує різне друкарське оформлення сторінок у книгах, відоме також, як візуальне або ергодичне письмо.

## Біографія
Данилевський народився в Нью-Йорку, США, син польського режисера Теда Данилевського (англ. Tad Danielewski) і брат співачки і авторки Анні Декатур Данилевскої (англ. Poe). Батько його помер від раку у 1993 році.
Марк вивчав англійську літературу в Єльському університеті. Пізніше він перебрався в Каліфорнійський університет в Берклі, де вивчав латинську мову за річною програмою. Також він прожив деякий час у Парижі, займаючись переважно
літературою.
На початку 1990-х років Марк відвідував курси в Школі телебачення і кінематографії (англ. USC School of Cinematic Arts). Пізніше працював помічником звукового редактора в документальному фільмі про життя французького літературного критика і філософа алжирського походження Жака Дериди.
У 2000 році Данилевський разом з сестрою проїхав по всій Америці, привертаючи увагу публіки до альбому сестри «Втрачений» (Haunted), в якому використана фабула «Будинку листя». Марк є шанувальником шотландської групи «Biffy Clyro», яка використала назву його роману «Перевороти» для альбому.

## Романи
«Будинок листя»  (англ. House_of_Leaves)— перший роман Марка. Фрагментарність, просторова форма розповіді, відсутність фіксованих зав'язки, кульмінації і розв'язки, смислову, композиційну і структурну не закріпленість частин, відсутність причинно-наслідкових зв'язків, можливість численних інтерпретацій і інтерактивність — всі ці риси характерні для книги Марка З. Данилевського House of Leaves, сюжет якої будується на тому, що нічим не примітний співробітник тату-салону Джоні Труант знаходить рукописи свого недавно померлого сусіда — старого Зампано. Він виявляє, що це серйозне наукове дослідження, присвячене знаменитому фільму The Navidson Record («Архів Невідсона»), «серйозне», якщо не враховувати, що такий фільм існував тільки в уяві Зампано. Історію Джоні Труанта, який знайшов рукописи, ми дізнаємося з виносок, якими він забезпечив текст Зампано. Зі світу трилера та світу наукових пошуків ми потрапляємо в третій світ — світ людини, який витрачає життя на відвідування клубів, алкоголь, швидкоплинні знайомства тощо. Варто відзначити, що читати House of Leaves не так просто. Зміст також не розташовує до сучасного стилю читання «мимохідь». Наукоподібний стиль, відповідний пародії на монографію, створюється за допомогою великої кількості посилань на різні видання, цитатами і безліччю відгалужень від сюжетної лінії. І все це присвячено фільму, який читач навіть не може подивитися. У підсумку перед читачем виявляється 700-сторінкова книга, яка складається з декількох текстів різного типу. За цей роман він отримав численні нагороди, включаючи Премію Нью-Йоркської громадської бібліотеки «Молоді леви» (в номінації проза)
Другий роман — «Перевороти»  (англ. Only Revolutions ) — вийшов у 2006 році. Хоча він і не привернув стільки ж уваги з боку критики, але був нагороджений Національною
літературною нагородою 2006. Розповідь чергується між двома різними оповіданнями: Сем і Хейлі, і Хейлі Сем, диких і норовливих підлітків, які ніколи не старіють. Підлітки проходять через різні місця і моменти часу, оскільки вони намагаються з'ясувати історію перегонів. Багато подій є не визначеними. Читаючи обидва оповідання, можна простежити, що написані слова мають неясне змішання поезії і потік свідомості в прозі, а також як Хейлі і Сем зображують свої почуття, ідеї і думки по відношенню один до одного. дуже важко узагальнити сюжет, тому що більшість читачів розуміють частини розповіді по-різному.
15 вересня 2010 було оголошено про новий роман Данилевського під назвою «Знайомий». І вже у 2015 році вийшла перша частина під назвою «The Familiar, Volume 1: One Rainy Day in May». Він дуже короткий, збірка складається з 9 оповідань пов'язаних між собою вельми умовно — датою (всі події відбуваються 10/11 травня 2014 в різних кінцях світу) і загальними лейтмотивами. Тут є дванадцятирічна дівчинка на ім'я Ксантер. У неї епілепсія, і вона володіє деякими екстрасенсорними здібностями. В один дуже дощовий день вона виходить з дому, щоб взяти цуценя, але замість нього знаходить кошеня («raining cats and dogs», символізм). Крім дівчинки тут є ще 8 персонажів різного ступеня цікавинки: гейм-дизайнер, помічник мага-цілителя, член мексиканської банди, поліцейський, фахівець з комп'ютерної безпеки, таксист і філософ. І всіх їх об'єднує одне — ніхто з них не розкриється, жоден із сюжетів не дійде до кінця. Адже перед нами лише перша частина книги. Всього їх, якщо вірити автору, буде 27.

## Інтерв'ю
У своєму інтерв'ю [Архівовано 22 листопада 2015 у Wayback Machine.] Марк Данилевський розповів: «1990 рік. Мій батько тоді був главою театрального училища. Я жив у Нью-Йорку. Тоді мені зателефонували. „Марк, твій батько помирає“, — такий був зміст дзвінка. Тоді він був у лікарні. У батька була ниркова недостатність, рак. Я сів на автобус і попрямував на захід. Протягом трьох безсонних ночей і трьох безсонних днів я написав 100 сторінок — шматок під назвою „Redwood“. Я пам'ятаю, що використовував авторучку. Я ледь встигав вибігти до кав'ярні, щоб купити напої та закуски, і там я дряпав слова цією дорогою річчю з полірованої смоли і золота. Ще одна річ, яку я пам'ятаю — папір, на якому я писав, мав блідо-синій відтінок. Було навіть таке, що мені здавалося, як ручка дуже дряпає папір в той же час, як залишає чіткий слід від чорнил. Здавалося, що ось-ось сторінка почне кровоточити, але цього не було. Я дуже хотів встигнути, щоб подарувати батькові саме цю частину роману».
А на питання «Чому Ви хотіли подарувати її батькові?» він відповів: «Я сподівався, що він буде пишатися мною. Щоб він зміг побачити, що саме цей шматок роману — це жолудь, з якого обов'язково виросте дерево. Саме це є моєю роботою, яку я можу продати в Голлівуді у видавництво і, що саме це, є частиною чогось більшого».

## Цікаві факти
- «Будинок листя» — перший твір, в якому шрифти і рядки тексту стали важливою частиною наративу: рухи і відчуття героїв автор передавав і посилював із допомогою друкарських прийомів, рядки гнулися, ламалися і падали, наїжджали один на одного і розбігалися в сторони.
- У романі «Будинок листя» кожне слово house в тексті було надруковано синім.
- У романі «Будинок листя», коли герой спускався по сходах, рядки на сторінці ламалися і перетворювалися на сходинки.
- У романі «The familiar» кожне слово familiar в тексті надруковано рожевим.
- В «The familiar» рядки, стилізовані під косою дощ (щоб нагадати вам про те, що дія відбувається в дощовий день). А ще є рядки, які виглядають так, немов їх зняли з допомогою об'єктива «риб'яче око».
- Також в «The familiar» кожна з дев'яти історій позначена своїм кольором.
- Автор дбайливо розфарбував для вас куточки сторінок «The familiar», щоб ви точно знали, чию саме історію читаєте.